# L'Oiseau rare (film)
Pour les articles homonymes, voir L'Oiseau rare.
Pour plus de détails, voir Fiche technique et Distribution.
L'Oiseau rare est un film français réalisé par Jean-Claude Brialy sorti en 1973.

## Fiche technique
- Titre : L'Oiseau rare
- Réalisateur : Jean-Claude Brialy
- Scénario : Jean-Claude Brialy
- Dialogues : Pierre Philippe
- Photographie : Nestor Almendros
- Musique : Laurent Petitgirard
- Son : André Hervé
- Décors : Jean-Jacques Caziot
- Montage : Eva Zora
- Durée : 85 minutes
- Date de sortie :
  -  France : 23 août 1973
- Affiche : Clément Hurel (France)

## Distribution
- Jean-Claude Brialy : Armand
- Micheline Presle : Renée Boudard
- Anny Duperey : Marie-Laure de Porcheville
- Barbara : Alexandra Blitz-Balfour
- Jacqueline Maillan : Antoinette Le Dantec
- Pierre Bertin : le poète
- Marco Perrin : Léon Boudard
- Tonie Marshall : Mlle Boudard
- Gabrielle Doulcet : Fernande, la cuisinière
- Xavier Saint-Macary : Francis, l'amant de Renée (sous le nom de "Xavier Macary")
- Christian Chauvaud : Le reporter de Radio France
- Cheik Doukouré
- André Chazel
- Edith Perret
- Abderrahmane El Kebir
- Alain David (acteur vu dans Le gagnant[1], ne pas confondre avec l'acteur Alain David né Gabison)